# Organización Militante de Nacionalistas Rusos
La Organización Militante de Nacionalistas Rusos (Боевая организация русских националистов en ruso), conocida como BORN, fue un grupo terrorista neonazi. Los miembros del grupo fueron acusados de una serie de asesinatos e intentos de asesinato. En 2011, uno de los líderes y fundadores de la organización Nikita Tikhonov fue condenado a cadena perpetua por el asesinato del abogado Stanislav Markélov y la periodista Anastasia Baburova, y su pareja Evgenia Khasis recibió 18 años de prisión. En abril de 2015, Maxim Baklagin y Vyacheslav Isaev fueron condenados a cadena perpetua, Mikhail Volkov fue condenado a 24 años de prisión. En julio de 2015, el fundador de la organización, Ilya Goryachev, fue condenado a cadena perpetua por organizar una pandilla, cinco asesinatos y tráfico ilegal de armas. La existencia de BORN como grupo delictivo organizado está siendo cuestionada por los abogados de los imputados.

## Actividad
Los objetivos de la comunidad eran cometer crímenes extremistas y ataques contra ciudadanos, cometiendo asesinatos basados en el odio y la enemistad ideológicos y nacionales, invasiones en la vida de los agentes del orden por venganza por sus actividades ilegales, así como otros delitos.
Según el testimonio del organizador de "BORN" y Tikhonov, conoció a Alexander Parinov, apodado "rumanos" a finales de los noventa, cuando formaban parte del grupo de cabezas rapadas nazis "United Brigades 88", que participó en los ataques a migrantes y pogromos en los mercados de Yasenevo y Tsaritsyn. De 2005 a 2006, Tikhonov y Parinov participaron en ataques contra antifascistas. El 16 de abril de 2006, la empresa decidió agredir a los visitantes de un concierto punk antifascista, Tikhonov y otros cómplices golpearon a Yegor Tomsky, quien logró escapar, y Parinov atacó a Alexander Ryukhin, quien fue asesinado con varias puñaladas en la cabeza y corazón. Después del arresto de varios atacantes, Parinov y Tikhonov se escondieron. Tikhonov ya estaba planeando crear una organización militante de ultraderecha.
Tikhonov conoció a Ilya Goryachev en 2002, en el mismo año viajaron a Serbia, donde conocieron a partidarios del líder político Nebojša M. Krstić y se inspiraron en las ideas del paneslavismo. Al regresar a Moscú, comienzan a publicar la revista Imagen rusa. Según la agencia Lenta.ru en 2007 Tikhonov todavía se escondía en Ucrania, pero Goryachev lo invitó a regresar y participar en una acción directa. Se planeó que Tikhonov encabezaría el ala de seguridad de la organización, y Goryachev actuaría en el campo legal, en contacto con los funcionarios. El nombre de la organización sería "Organización de los Socialistas Revolucionarios. En 2008, la columna vertebral de la organización incluía también al ex suboficial del FSB Alexei Korshunov, con el que Tikhonov estaba familiarizado por sus actividades en OB-88.

### Asesinatos
Desde 2008, la "Organización Militante de Nacionalistas Rusos" ha confirmado el hecho de su existencia, publicado después de los asesinatos de alto perfil en los sitios de Internet de la orientación radical de derecha. Durante mucho tiempo se consideró solo una "marca". De 2008 a 2011, el grupo cometió una serie de asesinatos de alto perfil;
- El juez del Tribunal de la Ciudad de Moscú Eduard Chuvashov
- El abogado y activista Stanislav Markelov y la periodista Anastasia Babúrova
- Los líderes de los movimientos antifascistas Fedor Filatov, Ilya Japaridze y Ivan Khutorsky
- El ex-campeón mundial de Muay thai Muslim Kaisarovich Abdullaev
- El Miembro del grupo nacionalista caucásico Rasul Khalilova,
- El taxista Сосо Хачикяна
- El conserje Salohitdin Azizov

Además de los miembros del grupo, se realizaron varios intentos de asesinato: el ciudadano Ramazan Nurichuev y el oficial de asuntos internos Gagik Benyaminyan. Como parte de la pandilla y en los ataques que cometen, con base en los materiales de la causa penal, en diferentes momentos desde mediados de 2008 hasta marzo de 2011, además de los creadores de Goryachev y Tikhonov, Alexei Korshunov, Mikhail Volkov, Maxim Baklagin , Vyacheslav Isaev y Yuri Tikhomirov participaron. Позже Юрий Тихомиров был оправдан
En el otoño de 2008, Tikhonov, junto con Mikhail Volkov, otro exparticipante del OB-88, cometieron el asesinato del antifascista Fyodor Filatov. Más tarde, como venganza por el asesinato de Anna Beshnova, una visitante de Uzbekistán, la organización comenzó a planificar el asesinato de un migrante accidental. La víctima fue Salohitdin Azizov, a quien Parinov y Alexander Korshunov mataron y le cortaron la cabeza con un machete. La cabeza fue fotografiada para enviar la imagen a las ediciones de la editorial extremista Imagen Rusa.
En el mismo año, el grupo, según la publicación "Lenta.ru", se sumaban más miembros de grupos de ultraderecha otras localidades cerca de Moscú: Yuri Tikhomirov, Maxim Baklagin y Vyacheslav Isaev. En enero de 2009, Parinov volvió a viajar a Ucrania y ya no participó en los asuntos del grupo. El 19 de enero de 2009, Tikhonov, con la participación de Khasis, cometió el asesinato de Stanislav Markelov y Anastasia Baburova. El 28 de junio se produce el asesinato del antifascista Ilya Dzhaparidze, el 3 de septiembre asesinarían a un miembro de los "Black Hawks" Rasul Khalilov, el 16 de noviembre a Ivan Khutorsky y días después al ex-campeón mundial de muay thai Muslim Kaisarovich Abdullaev y atentarían contra la vida de su amigo Ramazan Nurichuev. No fue hasta el 12 de abril de 2010 miembros del BORN asesinaron del juez federal Eduard Chuvashov, quien anteriormente lideró el proceso de nacionalistas de la banda de los Lobos Blancos, el 15 de septiembre asesinaron al taxista Sos Khachikyan, no siendo hasta marzo de 2011 cuando hirieron de gravedad al oficial de policía del distrito Gagik Benyaminyan.
En julio de 2015, un presunto miembro de la organización seguía prófugo, Alexander Parinov, apodado rumano, que, según informes de los medios de comunicación, se esconde en Ucrania y está vinculado con el regimiento ucraniano Batallón Azov.

## Investigación y juicios

### 2011
Nikita Tikhonov y su novia Yevgenia Khasis, señalados como principales sospechosos fueron detenidos el 3 y 4 de noviembre de 2009. La investigación envió una moción al tribunal para su arresto. El 28 de abril del 2011, Tikhonov y Khasis fueron declarados culpables del asesinato de Markelov y Baburova por un jurado y no merecían clemencia.
El 6 de mayo de 2011 Tikhonov fue sentenciado a cadena perpetua, Khasis fue sentenciado a 18 años de prisión. El 29 de enero de 2015, la Corte Suprema de la Federación Rusa confirmó la sentencia de Nikita Tikhonov a cadena perpetua y 18 años adicionales por la creación de BORN y el asesinato de Anastasia Babúrova y Stanislav Markelov.
El 4 de octubre de 2011, en la ciudad de Zaporiyia, Ucrania, uno de los líderes de BORN, Aleksey Korshunov, mientras estaba en la lista de buscados, murió a consecuencia de la explosión accidental de su propia granada. Ante una solicitud de asistencia jurídica, las autoridades competentes de Ucrania llevaron a cabo una serie de acciones de investigación en el lugar de residencia temporal del difunto, donde encontraron un pasaporte de un ciudadano de la Federación Rusa a nombre de Korshunov, varios pasaportes de ciudadanos ucranianos ciudadanos con una fotografía de Korshunov, 2 pistolas con diseño parecido a la Tokarev TT-33 y municiones, un silenciador y una pistola de arranque convertida para disparar munición real.

### 2013
En mayo de 2013, otro presunto miembro de BORN, Mikhail Volkov, fue detenido en Ucrania, acusado de bandolerismo (artículo 209 del Código Penal), participación en una comunidad extremista (artículo 282.1 del Código Penal), el tráfico ilegal de armas (inciso 3 del artículo 222 del Código Penal), así como los asesinatos en grupo organizado basados en el odio político, ideológico, racial, nacional o religioso. En agosto de 2013 Mikhail Volkov fue extraditado a Rusia. Volkov, en el marco de las actividades de BORN, está acusado de participar en dos asesinatos: Fyodor Filatov y Rasul Khalilov.
El 8 de mayo de 2013 en Belgrado Ilya Goryachev fue detenido, según informaron los medios de comunicación rusos 9 de mayo, mientras señalaba que la ley Las agencias de aplicación de la Federación Rusa no tienen reclamos contra el ruso y no lo pusieron en la lista de personas buscadas. 13 de mayo de 2013 a El Comité de Investigación de Rusia declaró que Goryachev fue detenido a petición de la parte rusa como parte de la investigación del caso BORN. Los presos Nikita Tikhonov y Yevgenia Khasis, que cumplen largas penas de prisión por el asesinato del abogado Stanislav Markelov y Anastasia Baburova. Según Tikhonov y Khasis, contra quienes Ilya Goryachev testificó antes. Se sospechaba que Goryachev estaba involucrado en el asesinato de Stanislav Markelov, Fyodor Filatov e Ilya Dzhaparidze, así como de Rasul Khalilov y Salakhedin Azizov. Según el abogado, la solicitud de extradición de Goryachev por parte del ICR se basó en la acusación de participación en el asesinato del juez Chuvashov, que fue retirada el día de su entrega a Rusia. El 5 de junio de 2013 El Tribunal Supremo de Belgrado acordó extraditar a Ilya Goryachev a Rusia, pero el 18 de julio de 2013 un Tribunal de Apelación anuló esta decisión, señalando violaciones durante el juicio, y devolvió el caso para reconsideración. El Tribunal Supremo, a la brevedad, tomó una decisión similar a la primera, a pesar de la sentencia del Tribunal de Apelación.
En los materiales del caso penal contra el grupo dicen que los militantes de BORN recibieron las direcciones de los activistas antifa de Goryachev. Según Tikhonov, Goryachev personalmente le dio un disco con direcciones, explicando que tenía acceso a las bases del Centro para Combatir el Extremismo del Ministerio del Interior de la Federación Rusa. Yevgenia Khasis testificó que Goryachev tenía amigos en esta estructura que proporcionaron direcciones y fotografías de las presuntas víctimas. Algunas de las imágenes, por ejemplo, Fedor Filatov, se tomaron en el departamento de policía, donde los "antifa" terminaban periódicamente después de las peleas callejeras.
En diciembre de 2013 se llevó a cabo un enfrentamiento entre Ilya Goryachev y Nikita Tikhonov. El 24 de julio de 2014 se llevó a cabo un careo con la segunda testigo Evgenia Khasis, que la defensa buscó a través del tribunal.
Goryachev llama venganza a las acusaciones actuales por negarse a ser reclutado, por negarse a testificar en el caso Tikhonov, así como un intento de obtener información perjudicial sobre una serie de políticos federales con los que colaboró como líder del movimiento Imagen Rusa. En su carta, escrita el 24 de mayo de 2013 en la prisión central de Belgrado, Ilya Goryachev informa que en la primavera de 2010 fue secuestrado por oficiales de la UZKS del segundo servicio del FSB de la Federación Rusa en el centro de la ciudad en la presencia de una docena de testigos y se vio obligado a dar falso testimonio, de lo que luego se negó, estando ya en el territorio de Serbia.
Los ex abogados de las Pussy Riot, Mark Feigin y Nikolai Polozov, quienes decidieron defender a Ilya Goryachev, argumentaron que el caso presentado en su contra era de naturaleza política y que su cliente no cometió los delitos de los que se le acusa. El 29 de mayo de 2013, en una entrevista con la revista Slon, Mark Feigin no descartó que el caso Goryachev pudiera estar relacionado con la renuncia de Vladislav Surkov. Además, el abogado señaló que hay “un trasfondo significativo en el caso, no relacionado con el propio Goryachev, pero relacionado con algunas personas que aún no han sido responsabilizadas penalmente”. El segundo abogado de Goryachev, Nikolay Polozov, dijo que los únicos motivos para iniciar un caso y extraditar a su cliente eran el testimonio del convicto Nikita Tikhonov, que dio mientras estaba en la colonia de Kharp. La presión sobre Tikhonov durante su estadía en la colonia "Polar Owl" también fue declarada por los abogados del propio Nikita Tikhonov, Alexander Vasiliev y Alexei Pershin, diciendo que estaba roto e intimidado. En agosto de 2014, un empleado de Polar Owl, el teniente coronel del Servicio Penitenciario Federal Yuri Sandrkin, fue condenado a 3,5 años en una colonia penal y fue declarado culpable de obligar a los presos a escribir confesiones, incluso en casos de alto perfil, utilizando la violencia. Sin embargo, esta información no está confirmada.

### 2014
El 19 de enero de 2014, Goryachev fue trasladado del centro de detención preventiva de Lefortovo al centro de detención preventiva de Butyrka, y en la noche del 21 al 22 de enero fue enviado a una celda. Como resultado, Goryachev se abrió las venas. Según el abogado Mark Feigin, el caso de su cliente se está desmoronando debido a la falta de pruebas de culpabilidad, por lo que la investigación intenta intimidar a Goryachev. Después del incidente en el centro de detención preventiva de Butyrka, se programó un control oficial, durante el cual no se revelaron delitos.
El 24 de septiembre de 2014, el Tribunal Municipal de Moscú condenó al organizador de BORN Nikita Tikhonov a 18 años de prisión, acusado de una serie de delitos por motivos nacionalistas, está acusado de seis asesinatos, dos intentos de asesinato y posesión ilegal de armas. Tikhonov ya ha sido condenado a cadena perpetua por el asesinato del abogado Stanislav Markelov y la periodista Anastasia Baburova.
El 20 de noviembre de 2014, durante su interrogatorio como testigo en el caso BORN, Evgenia Khasis declaró que Ilya Goryachev tenía como curador a Leonid Simunin (actualmente asesor del Ministerio de Energía de la autoproclamada República Popular de Donetsk), quien a fines de los 2000, supuestamente se desempeñó en el departamento de política interna de la administración presidencial de la Federación Rusa y fue representante del jefe de este organismo, Vladislav Surkov, y financió su barrio con fondos destinados a la política de juventud. Goryachev apeló a Simunin con una solicitud para que le permitiera crear un partido legal de extrema derecha, pero se negó. Entonces se decidió crear una organización radical para incitar conflictos en la sociedad y chantajear a las autoridades con masacres resonantes. Según Khasis, Goryachev fue el organizador ideológico de la pandilla y Tikhonov fue el organizador técnico. Khasis afirmó que BORN era el bloque de poder de Russian Obraz y comparó a las organizaciones con el IRA y el Sinn Féin. Pero Nikita Tikhonov, que se considera el único líder ideológico de BORN, no está de acuerdo con el testimonio de Khasis y Goryachev, y afirma que Goryachev no fue el organizador técnico.
Nikita Tikhonov afirmó en el juicio que los miembros del grupo fueron entrenados en combate cuerpo a cuerpo en las tierras del empresario German Sterligov. El 22 de diciembre de 2014, a pedido de la defensa, Ilya Goryachev actuó como testigo en la reunión del Tribunal Regional de Moscú en el caso BORN. Durante el interrogatorio, Goryachev declaró que Goryachev no conocía a ninguno de los acusados, excepto a Nikita Tikhonov, y también dijo que se enteró de la existencia de BORN solo durante un interrogatorio nocturno del 20 al 21 de abril de 2010 del jefe del 3er departamento del UZKS FSB Coronel Viktor Shamenkov.
El 21 de abril de 2015, el Tribunal Regional de Moscú condenó a Maxim Baklagin y Vyacheslav Isaev, acusados en el caso BORN, a cadena perpetua y Mikhail Volkov recibió 24 años de prisión. Yuri Tikhomirov fue absuelto, tal como solicitó la fiscalía. A finales de marzo de 2015, un jurado declaró culpables a tres acusados de intento de asesinato y asesinato, incluido el juez del Tribunal Municipal de Moscú, Eduard Chuvashov. Anteriormente, Volkov, Isaev y Baklagin admitieron parcialmente su culpabilidad en los delitos que se les imputan. La defensa apeló el veredicto, en enero de 2016 la demanda fue rechazada por el Tribunal Supremo de la Federación Rusa, el veredicto fue confirmado.
El 24 de julio de 2015, Ilya Goryachev fue condenado a cadena perpetua.